# II Флавиев храбър легион
II Флавиев храбър легион (на латински: Legio II Flavia Virtutis) e легион на късната Римска империя, принадлежащ към т. нар. комитатензи (редовна полева армия).
Сформиран е с Legio I Flavia Pacis и Legio III Flavia Salutis
от Констанций I Хлор (293 – 305) след победата му против узурпаторите Караузий и Алект като лимитанеи под главното командване на dux tractus Armorikani et Nervicani да пази галския Атлантически бряг от пирати.
Според някои учени е сформиран след 312 г. от Константин Велики (306 – 337) или дори по-късно от Констанций II (337 – 361).
Вероятно през 360 г. легионът (Legio II Flavia), заедно с II Партски легион и II Арменски легион защитава безуспешно окупирания град Bezabde (днес Джизре, Турция) на р. Тигър против персите.
Флавий Теодосий, бащата на Теодосий I (379 – 395), измества легиона през 373 г. в Северна Африка, за да премахне узурпатора Фирм.
През ранния 5 век Notitia dignitatum споменава легиона като comitatenses под командването на magister peditum.